# دوري كرة القدم الأمريكية 1965–66
دوري كرة القدم الأمريكية 1965–66 هو موسم من دوري كرة القدم الأمريكية ‏. فاز فيه Roma S.C. ‏.